# 南砺市立福野小学校
南砺市立福野小学校（なんとしりつ ふくのしょうがっこう）は富山県南砺市にある公立小学校。

## 進学先
- 南砺市立福野中学校

## 通学区域
- 合併前の福野町の区域[2]

## 著名な関係者
出身者
- 水戸健史（プロバスケットボール選手、富山グラウジーズ）

教職員
- 川辺外治（洋画家）- 元教師